# Burghard Bock von Wülfingen
Burghard Georg Adolf Maria Bock von Wülfingen (* 7. Dezember 1874 in Linden; † 12. Mai 1950 in Elze) war preußischer Landrat.

## Leben
Er entstammte dem niedersächsischen Uradelsgeschlecht Bock von Wülfingen und war der Sohn des Ingenieurs Harry Bock von Wülfingen (1829–1881) und der Luise Garbe (1838–1915). Nach dem Schulbesuch studierte er ab 1897 an der Universität Freiburg Rechtswissenschaften und wurde dort Mitglied des Corps Rhenania Freiburg. Nach den Examina schlug er die preußische Verwaltungslaufbahn ein und wurde 1912 kommissarisch und 1913 endgültig Landrat des Kreises Worbis. Das Landratsamt übte er bis 1936 aus.
Er war Mitinhaber der Güter Elze mit Wülfingen, Gronau und Burgstemmen.
Bock von Wülfingen heiratete am 25. Oktober 1911 in Freiburg im Breisgau die aus erster Ehe verwitwete Leonie Seitz (1875–1953), Tochter des Notars Wilhelm Seitz und der Henriette Lederle.